# Wichra
Die Wichra (russisch Вихра, belarussisch Віхра) ist ein rechtsseitiger Nebenfluss des Sosch im Einzugsgebiet des Dnepr in Russland und Belarus. Der Fluss beginnt in der russischen Oblast Smolensk und mündet in der belarussischen Mahiljouskaja Woblasz in den Sosch.

## Verlauf und Hydrographie
Das Einzugsgebiet der Wichra ist das fünftgrößte Einzugsgebiet des Sosch-Beckens. Der Fluss fließt 119 km durch Russland und 40 km durch Belarus, sein Einzugsgebiet ist wie folgt aufgeteilt: 1870 km² in Russland, 360 km² in Belarus. Sein jährlicher Wasserabfluss an der Mündung beim Dorf Ponarw (russisch Понарв) beträgt 14,5 m³/s.
Die wichtigsten Nebenflüsse sind:
- linksseitig: Traszjanka, Upakoi, Schaljasnjak und Wjalnjanka
- rechtsseitig: Rufa, Malachouka, Haradnja, Knjahinja und Tschornaja

## Beschreibung der Flusslandschaft
Das Tal ist im oberen Bereich wenig ausgeprägt, im unteren Verlauf trapezartig. Das Tal hat eine Breite von 1,5 bis 2 km. Auf beiden Seiten befinden sich Flussaue mit einer Breite von 0,4 bis 0,6 km. Das Bett ist stark gewunden, die Breite des Flussbettes bei niedrigen Wasser beträgt 15–20 m. Im Unterlauf ist das Flussbett auf einer Länge von 9,9 km kanalisiert. Die Flussufer sind oft steil, sehr steil im Bereich Mszislau.

## Geschichte
Im Jahr 1386 besiegte das Heer des Großfürstentums Litauen das Heer des russischen Fürstentums Smolensk in der Schlacht an der Wichra.